# Baltic Cup 1976
Der Baltic Cup 1976 war die 30. Austragung des Turniers der Baltischen Länder. Das Turnier für Fußballnationalteams fand zwischen dem 18. und 19. Juli 1976 in Estland statt, ausgetragen wurden die Spiele in Narva. Die Lettische Fußballnationalmannschaft gewann ihren 15. Titel. Es war die letzte Austragung des Baltic Cup während des Bestehens der Sowjetunion. Der Wettbewerb der nach der Annexion durch die Rote Armee im Zweiten Weltkrieg ab 1948 unter den nun als Teil der Unionsrepubliken antretenden Baltischen Staaten (sowie Weißrussland) ausgespielt wurde, sollte erstmals wieder 1991 nach der Singenden Revolution weitergeführt werden.

## Gesamtübersicht

### Halbfinale
|                                 |   |                   |                |
| 18. Juli 1976, Narva            |   |                   |                |
| Lettische SSR                   | – | Litauische SSR    | 0:0, 4:3 i. E. |
| Halbfinale 18. Juli 1976, Narva |   |                   |                |
| Estnische SSR                   | – | Weißrussische SSR | 3:1            |

### Spiel um Platz 3
|                      |   |                   |     |
| 19. Juli 1976, Narva |   |                   |     |
| Litauische SSR       | – | Weißrussische SSR | 2:1 |

### Finale
|                      |   |               |                |
| 19. Juli 1976, Narva |   |               |                |
| Estnische SSR        | – | Lettische SSR | 1:1, 4:5 i. E. |